# 7199 Brianza
7199 Brianza este un asteroid din centura principală de asteroizi.

## Descriere
7199 Brianza este un asteroid din centura principală de asteroizi. A fost descoperit pe 28 martie 1994 la Sormano de Marco Cavagna și Valter Giuliani. Asteroidul prezintă o orbită caracterizată de o semiaxă mare de 2,88 ua, o excentricitate de 0,08 și o înclinație de 1,2° în raport cu ecliptica.